# San Diego Loyal SC
El San Diego Loyal Soccer Club fue un club de fútbol con base en la ciudad de San Diego, California, Estados Unidos. El equipo fue fundado por Warren Smith y Landon Donovan el 20 de junio de 2019. El San Diego Loyal debutó en la temporada 2020 de la USL Championship.
Tras cuatro temporadas, el club fue disuelto.

## Historia
Fue fundado el 20 de junio de 2019 por Warren Smith, uno de los cofundadores del Sacramento Republic FC, y Landon Donovan, leyenda del fútbol estadounidense. El 14 de noviembre de 2019, Donovan fue nombrado el primer entrenador del club. El 11 de diciembre de 2019 el club fichó a Sal Zizzo, la primera incorporación del San Diego Loyal.

## Estadio
El club confirmó un acuerdo por tres años para jugar en el Torero Stadium, con planes de expandir su capacidad a 8.000 espectadores.